# Ghislain Perrier
Ghislain Gabriel Perrier (Fortaleza, 17 de maio de 1987)  é um esgrimista franco-brasileiro.
Ghislain foi adotado por um casal de franceses quando tinha um ano.

Na infância na França, Ghislain praticava esportes coletivos como futebol e basquete. No entanto, precisou abandonar essas modalidades devido a problemas respiratórios. Foi aí que a esgrima apareceu, aos sete anos.
O atleta foi campeão sul-americano no Chile em 2014. Conquistou ainda medalha de bronze no Campeonato Mundial de Esgrima em Seul, na temporada 2013/2014.
Participou dos Jogos Pan-Americanos de 2015 conquistando a medalha de prata no florete em equipe e bronze no individual. Na semifinal do florete, acabou derrotado pelo estadunidense Gerik Meinhardt por 15 a 12, e ficou com o terceiro lugar na categoria.
Participou dos Jogos Olímpicos de Verão de 2016 no Rio de Janeiro.
Dos floretistas brasileiros, Ghislain é o melhor colocado no ranking mundial, em 46º lugar.

## Principais conquistas na carreira[1]
- Medalha de prata (equipe) e bronze (individual) nos Jogos Pan-Americanos de 2015 em Toronto
- Medalha de ouro nos Jogos Sul-americanos de 2014 em Santiago
- 3º colocado na etapa de Seul da Copa do Mundo em 2014
- 3º colocado no pan-americano em 2014
- Campeão brasileiro em 2013 e 2014
- 3º colocado nas etapas satélites de Amsterdã e Londres da Copa do Mundo em 2013